# 탄포포 (음악 그룹)
탄포포(일본어: タンポポ)는 헬로! 프로젝트에 소속된 일본의 여성 가수 그룹이다.
모닝구무스메에서 탄생한 최초의「그룹 내 유닛」으로 모닝구무스메와는 다르게 여성적인 느낌을 느끼게 하는 노래들로 새로운 인기를 획득했다. 민들레(タンポポ)처럼 눈에 띄지는 않으나 홑씨를 날리는 듯한 꾸준한 활동을 벌였다.
이 항에서는 커버 앨범「チャンプル①〜ハッピーマリッジソングカバー集〜」발매를 기회로 탄포포#(일본어: タンポポ#)을 결성하였다.

## 역사
재적 멤버 구성 추이에 따라 기술.

### 결성
1998년 10월, 이시구로 아야, 이이다 카오리, 야구치 마리로 결성.
야구치 마리는 모닝구무스메 2기 멤버 3명 중에서 오디션으로 선발됨.
유닛 이름을 결정 당시 후보로 거론된 이름들은 다음과 같다(주석 참조)
.

### 이시구로, 이이다, 야구치 시절
초기 탄포포라 불린다.
처음에는 섹시 컨셉이었으나, 3번째 싱글「탄포포(たんぽぽ)」에서 힘차고 밝은 이미지로 컨셉을 변경하여 부동의 인기를 누리게 된다. 이 대표곡「탄포포」는 원래 앨범「TANPOPO 1」의 수록곡이었으나, 평판이 좋아 싱글로 발매되었다.
4번째 싱글「신성한 종이 울리는 밤(聖なる鐘がひびく夜)」은 이시구로 아야의 마지막 참여 앨범이다.

### 이이다, 야구치 시절
2000년 1월, 이시구로 아야 졸업. 악곡 변경이 없어 1.5기로 불린다.
진학을 위해 이시구로가 탈퇴하여, 이 시기는 2명 체제로 활동. '해체인가 컴백인가' 하는 우려가 있었으나, 결국 콘서트에서도 2명으로 출연하였다.

### 이이다, 야구치, 이시카와, 카고 시절
2000년 6월, 이시카와 리카, 카고 아이가 가입. 2기로 불린다.
2000년 5월에 모닝구무스메에 4기 멤버가 가입, 그 중 이시카와와 카고가 가입. 탄포포는 4인 체제로 재편성된다.「소녀, 파스타에 감동하다」(乙女 パスタに感動)에서는 다시 이미지 체인지를 실시하여, 걸즈팝(Girl's Pop) 노선으로 활동하며, 이후로도 이러한 컨셉을 유지하게 된다. 2000년 10월에는 TBS 라디오 프로그램「탄포포 편집부 OH-SO-RO(タンポポ編集部OH-SO-RO!)」가 방송을 시작. 2001년 11월 발매한「왕자님과 눈의 밤(王子様と雪の夜)」이 처음으로 오리콘 차트 1위를 획득했다. 이 시기가 탄포포 최고의 전성기였으나, 다음해 8월, 층쿠에 의한(엄밀히 말하자면 소속 사무소의 일방적 방침이지만) 헬로! 프로젝트 개편 하로마게돈 사태로 인하여, 이시카와를 제외한 탄포포의 전체적 멤버교체가 경정된다. 다음달 9월, 베스트 앨범만 발매된 채 졸업기념 싱글 발매 없이 이이다, 야구치, 카고 졸업.
마지막 무대(Last Stage)에서는 팬들이 (졸업을 추모하는 뜻으로) 객석에 노란색 형광봉을 심어놓았다. 이이다의「민들레가 가득이야(タンポポがいっぱいだよ…)」발언은 명언으로 회자되어, 이 장면은 후에 DVD에도 수록됨.

### 이시카와, 콘노, 니이가키, 시바타 시절
2002년 9월, 그룹 재편성으로 이시카와 리카, 콘노 아사미, 니이가키 리사, 메론키넨비의 시바타 아유미의 4인 체제로 접어든다.
그룹 재편으로 이시카와를 남기고 모닝구무스메 5기 멤버 아사미, 리사, 그리고 메론키넨비 시바타가 가입하였다. 이 멤버 교체는 인지도 향상의 목적도 있었다. 개편 직후「BE HAPPY 사랑의 인형(BE HAPPY 恋のやじろべえ)」이 발매되었다. 그러나 이당시 메론키넨비는 처녀(첫)콘서트가 잡혀있던 관계로, 모닝구무스메의 콘서트에 시바타가 동행하는 일은 없었으며, 현장에서 4명 전원의 탄포포가 등장한 적도 거의 없었다. 이점에서 신(新) 풋치모니처럼 싱글 발매와 관계없이 모닝구무스메 콘서트에 등장했던 것과는 대조적이다. 그 후 싱글은 발매되지 않고 콘서트나 라디오에서만 활동했다. 2003년 9월, 유일한 활동이었던 라디오 프로그램「탄포포 편집부 OH-SO-RO(タンポポ編集部OH-SO-RO!)」마저 종료하여, 그룹은 활동중지 상태(사실상 해체나 마찬가지). 같은 달 모닝구무스메가 종래의 탄포포, 풋치모니 체제에서, 내부 유닛 사쿠라구미, 오토메구미 체제로 변화한 것도 인기하락의 원인 중 하나로 지목되고 있다.
이후, 시바타 아유미가 2005년 9월, 자신이 출연한 미니드라마 시리즈「싸워라!! 사이보그 시바타 3(闘え!!サイボーグしばた3)」공개기념 이벤트에서 「탄포포 멤버들과는 친하고, 놀러가기도 합니다. 요즘에는 탄포포로써의 활동은 이렇다 할말이 없지만, 또다시 무슨 일이 주어진다면 좋겠습니다.(タンポポのメンバーとは仲が良く,遊びに行ったりします.最近はタンポポとしての活動はこれと言ってありませんが,又何か出来たら良いなと思います.)」라는 발언 등, 가끔씩 멤버들의 언급은 존재하나, 공식적인 활동은 전무하며, 헬로! 프로젝트 콘서트에서 탄포포의 곡이 리메이크 되는 정도였다.
2006년 4월, 멤버 콘노 아사미의 헬로! 프로젝트 졸업이 발표되었다. 당시 아사미가 소속된 갓타스 브릴리언티스 HP에 대해서는 동시에 졸업한다는 언급이 있었으나, 탄포포와 사쿠라구미에 관해서는, 공식 발표는 물론 본인의 어떠한 발언이 없어, 이미 「과거」라는 부속품으로 전락한 것을 알 수 있다.

### 이시카와, 니이가키, 시바타 시절
2006년 7월, 콘노 아사미의 헬로! 프로젝트 졸업을 수반하여, 3명 체제로 전환하였으나 활동 중지 상태.
콘노 아사미의 HP 졸업 이후 공식 홈페이지 게재사항에는, 사진은 4명, 멤버 표기는 3명으로 기록되었다(활동 재개 언급 없었음).
2007년 6월, 콘노의 HP 복귀로 인하여 게재사항 표기는 2006년 7월 이전과 같은, 4명으로 돌아왔다.
2007년 여름에 개최된「Hello! Project 2007 Summer 10th 애니버서리대감사제 ~하로☆프로 여름축제~」에서 야구치 마리, 이시카와 리카, 콘노 아사미, 니이카키 리사, 시바타 아유미의 4명이서「탄포포(たんぽぽ)」를 불렀다.
2009년 1월 31일 ~ 2월 1일에 개최된「Hello! Project 2009 Winter 결정! 하로☆프로 어워드'09 ~엘더클럽 졸업기념 스페셜~」에서 이이다 카오리, 야구치 마리, 이시카와 리카, 콘노 아사미, 니이카키 리사, 시바타 아유미는 그 시점에서 헬로! 프로젝트에 재적하는 역대 전 멤버에 의해「탄포포(たんぽぽ)」를 불렀다.

### 니이가키 시절
2009년 3월 31일, 엘더클럽 전 멤버의 헬로! 프로젝트로부터의 졸업에 수반해 헬로! 프로젝트에 재적하는 멤버가 니이카키 리사만 되었다.
2009년 4월, 헬로! 프로젝트의 공식 사이트의 리뉴얼에 수반해 아티스트 리스트로부터 탄포포의 프로필의 링크가 소멸했다(프로필 자체는 존속).
2009년 4월 중순, 헬로! 프로젝트의 공식 사이트로부터 상세한 프로필이 소멸했다.

## 음반

### 싱글
1. ラストキッス (1998년 11월 18일) (편곡:小西貴雄)
  - C/W：時間よ止まれ (편곡:高橋諭一 ＆ LH Project)
2. Motto (1999년 3월 10일) (편곡:河野伸)
  - C/W：愛の唄 (편곡:小西貴雄)
3. たんぽぽ(Single Version) (1999년 6월 16일) (편곡:小西貴雄)
  - C/W：A Rainy Day (편곡:山内薫)
4. 聖なる鐘がひびく夜 (1999년 10월 20일) (편곡:小西貴雄)
  - C/W：聖なる鐘がひびく夜(featuring Iida), 聖なる鐘がひびく夜(featuring Ishiguro), 聖なる鐘がひびく夜(featuring Yaguchi)
5. 乙女 パスタに感動 (2000년 7월 5일) (편곡:永井ルイ)
  - C/W：私の顔 (편곡:前嶋康明)
    - 후에 스마이레지가 네 번째 싱글 커플링 곡으로 커버.
6. 恋をしちゃいました! (2001년 2월 21일) (편곡:渡部チェル)
  - C/W：BABY CRY (편곡:高橋諭一)
    - 후에 스마이레지가 다섯 번째 싱글 커플링 곡으로 커버.
7. 王子様と雪の夜 (2001년 11월 21일) (편곡:永井ルイ)
  - C/W：年末年始の大計画 (편곡:鈴木Daichi秀行)
8. BE HAPPY 恋のやじろべえ (2002년 9월 26일) (편곡:永井ルイ)
  - C/W：やるときゃやらなきゃ女の子 (편곡:鈴木俊介)

1~4는 이시구로, 이이다, 야구치, 5~7은 이이다, 야구치, 이시카와, 카고, 8은 이시카와, 시바타, 콘노, 니이가키

### 앨범
1. TANPOPO 1 (1999년 3월 31일 / 2019년 4월 1일 아날로그반 발매)
2. All of タンポポ (2002년 9월 4일)
3. タンポポ/プッチモニ メガベスト (2008년 12월 10일)

### DVD
1. タンポポ シングルVクリップス 1 (2004년 6월 16일)

## 서적

### 사진집
- タンポポPhoto Book (2001년 7월 5일, 와니북스) ISBN 978-4-8470-2654-6

## 출연

### 라디오
- タンポポ畑でつかまえて 탄포포(민들레) 밭으로 붙잡아[*] (1999년 10월 9일 - 2000년 3월 25일, 닛폰 방송)
- タンポポの今夜も満開 탄포포의 오늘밤도 만개[*] (2000년 3월 30일 - 2001년 4월 12일, 닛폰 방송, 모닝구무스메 나카자와 유코의 allnightnippon SUPER! 내)
- Be@t B@by!![3] タンポポ編集部 OH-SO-RO!→火曜Junk[4]タンポポ編集部 OH-SO-RO! (2000년 10월 3일 - 2003년 9월 23일, 2002년 4월부터 제목 변경. TBS 라디오)

## 탄포포#

### 멤버

#### 졸업 멤버
- 카메이 에리 (모닝구무스메。)
- 쿠마이 유리나 (Berryz코보)
- 오카이 치사토 (℃-ute)
- 미츠이 아이카 (전 모닝구무스메。)

### 약력
2009년
- 6월 16일, 층쿠♂가 자신의 블로그에서, 7월 15일 발매되는 커버 앨범「チャンプル①～ハッピーマリッジソングカバー集～」에「赤いスイートピー」의 커버 참가로 맞추어 신생 탄포포 결성을 발표.
- 7월 19일 ~ 8월 9일, 헬로! 프로젝트의 콘서트 투어「Hello! Project 2009 SUMMER 혁명원년 ~Hello! 챤푸루~」에서 오리지널 곡「アンブレラ」를 내걸어 등장하였다[5].
- 12월 2일,「プッチベスト10」발매.「アンブレラ」가 수록된다.

2010년
- 1월 5일 ~ 24일, 헬로! 프로젝트의 콘서트 투어「Hello! Project 2010 WINTER 가초풍월 ~셔플데이트~」에 출연.「王子様と雪の夜」,「アンブレラ」를 피로했다.
- 7월 18일 ~ 8월 8일, 헬로! 프로젝트의 콘서트 투어「Hello! Project 2010 SUMMER ~판코라!~」에 출연.「アンブレラ」(나고야 밤 공연),「たんぽぽ」(나카노 낮 공연)를 피로했다.
- 12월 15일, 카메이 에리가 모닝구무스메。와 헬로! 프로젝트를 졸업.

2011년
- 1월 2일 ~ 23일, 헬로! 프로젝트의 콘서트 투어「Hello! Project 2011 WINTER ~환영 신선축제~」에 출연.「絶対解ける問題 X=♡」(A-1 공연),「デコボコセブンティーン」(A-2 공연)을 피로했다.

2012년
- 5월 18일, 미츠이 아이카가 모닝구무스메。를 졸업.

2015년
- 3월 3일, 쿠마이 유리나가 Berryz코보의 무기한 활동 정지로 동시에 헬로! 프로젝트를 졸업.

2017년
- 6월 12일 - 오카이 치사토가 ℃-ute의 해산으로 동시에 헬로! 프로젝트를 졸업.

2018년
- 11월 3일 - 미츠이 아이카가 헬로! 프로젝트를 졸업. 이로써 멤버 전원이 졸업한 상태이다.